# Abrahám (okres Galanta)
Abrahám je obec na Slovensku v okrese Galanta v Trnavském kraji, asi čtrnáct kilometrů jižně od Trnavy. Žije v něm přibližně 1 100 obyvatel.

## Historie
Archeologické nálezy dokládají, že území obce je osídleno od pravěku. Střídaly se zde kultury od nejstaršího neolitu (lužianská, lengyelská a želiezovská kultura). Našla se zde kosterní pohřebiště z doby bronzové, halštatská sídliště, ale i osídlení z římských dob, slovanské žárové pohřebiště a pohřebiště z dob Velké Moravy.
První písemná zmínka o vsi Abraham je ze dne 5. března 1231, kdy byl sepsán ve Svatém Abrahamu (Sanktus Abraham) testament Šebešem, hrabětem z Pezinku a Svatého Jura, na majetku jeho syna Abrahama. Další listina z roku 1266 vzpomíná obec jako Scent Abraan. Obec v 16. století patřila pod panství Šintava, od roku 1817 k panství Čeklís, které zde mělo velkostatek. V obci byl v roce 1561 postaven kostel na kamenné podezdívce. Na hřbitově kolem kostela se pohřbívalo do roku 1780. Nejstarší známá pečeť obce s vyobrazením patriarchy Abrahama, patrona místního kostela, pochází z 18. století. Obyvatelé obce se zabývali zemědělstvím.

## Přírodní poměry
Obec leží na jihovýchodním okraji Trnavské pahorkatiny. Celou oblast je možné charakterizovat jako kulturní step, převážně odlesněnou. Katastrální území tvoří v převážné většině zemědělská půda.
V katastrálním území obce leží chráněný areál Abrahámsky park. Území obce je součástí ptačí oblasti soustavy Natura 2000 s názvem Úľanská mokraď.

## Školství
Nejstarší známý písemný doklad o abrahámském školství se zachoval z roku 1848. V tomto roce se uskutečnila v notářském obvodu Majcichov kanotace vizitace. V dokladu kanotácké vizitace je zaznamenáno, že škola v Abrahamu je obcí udržována od roku 1842. Obec měla v té době 762 obyvatel, z toho 751 bylo římskokatolického vyznání a 11 židovského náboženství.

## Společnost
V obci funguje kulturní dům, postaven v roce 1936, zrekonstruován v letech 1994–1996, základní škola, postavena v roce 1930, kolem roku 1983 byla vybudována přístavba, ve které byly umístěny další učebny, zdravotní středisko, postaveno v roce 1962 v rámci brigád, v budově je všeobecná a dětská ambulance, pod zdravotní obvod patří také sousední obec Hoste.
V obci se nalézá též hřbitov, který byl v současné podobě zřízen v roce 1780, v té době mimo obec. V roce 1961 zde obec postavil dům smutku a v roce se 1967 hřbitov oplotil. K rozsáhlé úpravě obec přikročila v letech 1995–2000. Dokončilo se oplocení, vybudovaly se chodníky, osvětlení, přístřešek smuteční síně a obnovily se též pomníky významných osobností.

### Muzeum

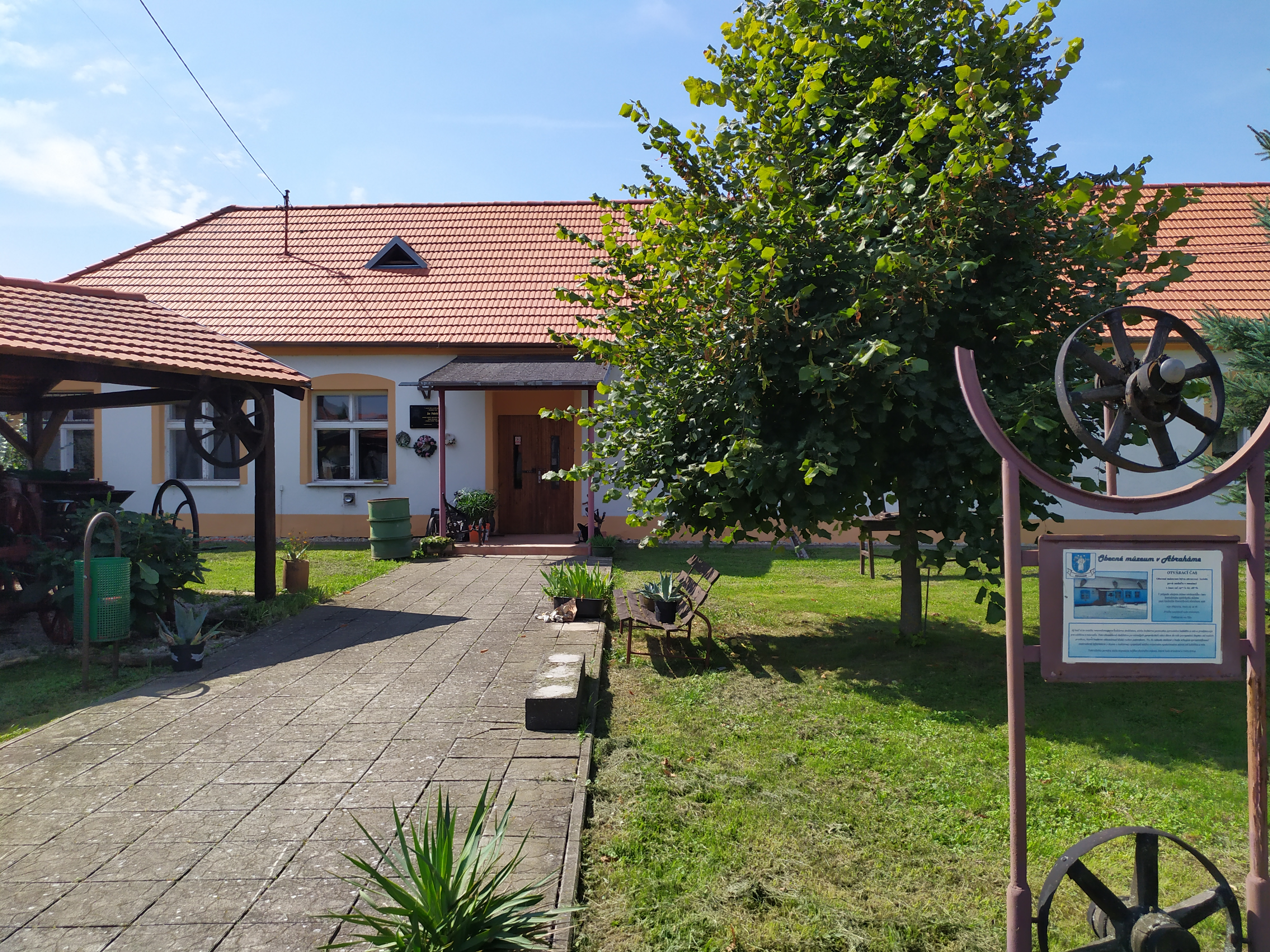
Budova obecního muzea

Na základě rozhodnutí obecního zastupitelstva se v budově školy po opravě zřídilo obecní muzeum, které bylo slavnostně otevřeno v roce 2004. V roce 2005 muzeum vlastnilo na 650 exponátů, které darovali občané Abrahamu a okolních obcí. Jsou zde například vystavena kuchyňská náčiní používaná v domácnostech v 19. a 20. století. V další části muzea je soustředěno zemědělské nářadí používané v 19. a 20. století. Raritou je zpřístupněný vinný sklípek s klenutou klenbou z 19. století. Muzeum navštívil i slovenský básník Svetoslav Veigl. V budově je z druhé strany je obecní knihovna, jejíž vznik se datuje od roku 1919.

### Sport
V obci působí fotbalový klub OFK Abraham.

## Pamětihodnosti
- Římskokatolický Kostel sv. patriarchy Abrahama, třílodní pozdně barokní stavba se segmentovým ukončením presbytáře a věží z roku 1782. Stojí místo starší stavby, údajně z roku 1561. Donátorem současného kostela byl Karel Esterházi. V roce 1935 byl rozšířen na trojlodí. V interiéru se nachází barokní hlavní oltář z konce 18. století s obrazem Obětování Izáka. Ze stejného období pochází i kazatelna se sochou sv. Michaela archanděla. Fasády kostela jsou členěny lizénami a půlkruhově ukončenými okny se šambránami s klenáky. Průčelí je ukončeno štítem s náznakem volut a trojúhelníkem s tympanonem . Věž je členěna lizénami a ukončena zvonovitou helmicí.[5]
- Socha Krista na kříži, barokní socha z roku 1759. Nachází se u římskokatolického kostela.[6]
- Socha sv. Floriána z roku 1890. Donátory sochy byli Jozef Kollár a jeho žena Helena.
- Zámeček, dvoupodlažní původně secesní stavba na půdorysu obdélníku, z roku 1899. Autorem stavby je významný architekt Ödön Lechner. Po výrazné necitlivé modernistické úpravě ztratil původní charakter. Donedávna byl v zámečku odborný léčebný ústav pro děti trpící obezitou, v současnosti je nevyužitý a chátrá. Fasády zámečku byly členěny třemi výraznými rizality, z nichž boční byly ukončeny mansardovými střechami. Kolem zámečku je rozlehlý krajinářský park.[7]

## Osobnosti
- Andrej Čambál[8] – kazatel, literát a misionář. Za svého života působil asi na 300 misích. Znali jej na celém Slovensku, ba dokonce i v Podkarpatské Rusi.